# Pensão Maloca
Pensão Maloca é uma peça teatral em dois atos escrita por Miguel M. Abrahão em 1977 e publicada, pela primeira vez, em 2009 no Brasil.

## Sinopse
Pensão Maloca, comédia de costumes, traz como protagonista a velha Maria, dona de uma pensão classe média baixa, mãe de cinco filhas, que, por motivos não revelados, decide casá-las, oferecendo-as aos tipos mais esquisitos. Este comportamento estranho da personagem, torna claro para a platéia que ela não está diante de uma figura matriarcal e zelosa, como seria previsível. Certos interesses pessoais impulsionam a velha Maria e virão à tona no decorrer da história, afinal - característica constante da obra desse autor! - nem tudo é o que parece ser. Apesar de ter sido o primeiro sucesso do dramaturgo, ao ser encenada ainda em 1977, esta é uma das peças de sua obra que foi menos representada, pois ficou indisponível pela SBAT durante anos a pedido do próprio Miguel.